# 4695 Mediolanum
4695 Mediolanum è un asteroide della fascia principale. Scoperto nel 1985, presenta un'orbita caratterizzata da un semiasse maggiore pari a 2,6679508 UA e da un'eccentricità di 0,1390035, inclinata di 12,55424° rispetto all'eclittica.
L'asteroide è dedicato alla città italiana di Milano di cui riprende il nome di epoca romana.